# إدوارد ولسي بيكون
إدوارد ولسي بيكون (بالإنجليزية: Edward Woolsey Bacon)‏ هو كاتب أمريكي، ولد في 1843، وتوفي في 1887.